# Římskokatolická farnost Podhoří
Římskokatolická farnost Podhoří  je územní společenství římských katolíků s farním kostelem svatého Havla v děkanátu Hranice.

## Historie farnosti
První písemná zmínka o Podhoří pochází z roku 1371. Farní kostel byl postaven zřejmě ve 14. století. Fara v Podhoří nebyla obsazována od doby husitských válek. Kostel sv. Havla byl od husitských válek spravován z Drahotuš a drahotušští luterští kněží od poloviny 16. století ovlivnili smýšlení obce. Po roce 1620 byla luterská fara v Drahotuších změněna na katolickou. Dne 3. června 1849 byla zřízena expozitura drahotušské fary a obec zavázala udržovat kostel a faru na vlastní útraty.

## Duchovní správci
Farnost v současnosti nemá vlastního faráře a je spravována excurrendo některým knězem z okolí:
- R. D. Mgr. Petr Utíkal (2015–2025, farář v Jezernici)
- R. D. ICLic. Mgr. Vít Hlavica (2025–součanost, farář v Lipníku nad Bečvou)

## Bohoslužby
Z důvodu snižujícího se počtu kněží nejsou ve farnosti od srpna 2025 pravidelné nedělní bohoslužby.
| Kostel        | Místo   | Bohoslužba (den)                         | Hodina | Poznámka     |
| ------------- | ------- | ---------------------------------------- | ------ | ------------ |
| svatého Havla | Podhoří | 3. sobota v měsíci (s nedělní platností) | 18:00  | farní kostel |
| svatého Havla | Podhoří | čtvrtek                                  | 18:00  | farní kostel |

## Aktivity ve farnosti
Ve farnosti se pravidelně koná tříkrálová sbírka.
Pro farnosti Jezernice, Loučka, Podhoří a Dolní Újezd vychází každý měsíc farní časopis.